# Informer
«Informer» es una canción del género reggae y hip hop interpretada por el músico canadiense Snow. Fue lanzado como el primer sencillo de su álbum debut 12 Inches of Snow de 1992. Cuenta con la colaboración tanto en voces como en producción del rapero neoyorquino MC Shan. El sencillo se convirtió en un éxito permaneciendo siete semanas consecutivas en el número 1 en el Billboard Hot 100. También logró la primera posición en Australia y Nueva Zelanda, y en varios países de Europa. En el Reino Unido, alcanzó el número 2. En 2007, la canción fue seleccionada como la número 84 en una lista realizada por la cadena televisiva VH1 de las 100 mejores canciones de los años 90. En 2019, el cantante de reguetón puertorriqueño Daddy Yankee realizó una adaptación en español titulada "Con calma". En dicha versión también participa el mismo Snow.

## Lista de canciones
CD maxisencillo
1. «Informer» (radio mix) – 4:11
2. «Informer» (album mix Rick The Mexican remix edit) – 4:28
3. «Informer» (drum mix) – 4:12
4. «Informer» (Clark's fat bass mix) – 4:39
5. «Informer» (Clark's super mix) – 4:51
6. «Infarmer» (Ich bin der farmer feat popis) - 4:20

7" sencillo
1. «Informer» (radio edit) – 4:05
2. «Informer» (album mix Rick The Mexican Remix Edit) – 4:28

12" maxisencillo
1. «Informer» (LP version Rick The Mexican remix edit) – 4:28
2. «Informer» (drum mix) – 4:12
3. «Informer» (dub) – 4:12
4. «Informer» (Clark's fat bass mix) – 4:39
5. «Informer» (Clark's super radio mix) – 4:11
6. «Informer» (super dub) – 4:50

Casete
1. «Informer» (LP version Rick The Mexican Remix Edit) – 4:30
2. «Informer» (drum mix) – 4:13

## Posicionamiento en listas y certificaciones
| Lista (1993)                           | Mejor posición |
| -------------------------------------- | -------------- |
| Alemania (Media Control Charts)        | 1              |
| Australia (ARIA)                       | 1              |
| Austria (Ö3 Austria Top 40)            | 2              |
| Bélgica (VRT Top 30 Flandes)           | 2              |
| Canadá (RPM)                           | 9              |
| España (AFYVE)                         | 1              |
| Estados Unidos (Billboard Hot 100)     | 1              |
| Estados Unidos (Hot Dance Club Play)   | 24             |
| Estados Unidos (Hot R&B/Hip-Hop Songs) | 10             |
| Estados Unidos (Rap Songs)             | 1              |
| Estados Unidos (Top 40 Mainstream)     | 12             |
| Eurochart Hot 100                      | 1              |
| Finlandia (Suomen virallinen lista)    | 1              |
| Francia (SNEP)                         | 3              |
| Irlanda (IRMA)                         | 1              |
| Italia (FIMI)                          | 14             |
| Noruega (VG-lista)                     | 1              |
| Nueva Zelanda (RIANZ)                  | 1              |
| Países Bajos (Dutch Top 40)            | 2              |
| Reino Unido (UK Singles Chart)         | 2              |
| Suecia (Sverigetopplistan)             | 1              |
| Suiza (Schweizer Hitparade)            | 1              |

| País           | Organismo certificador | Certificación | Ventas    | Ref.   |
| -------------- | ---------------------- | ------------- | --------- | ------ |
| Alemania       | BVMI                   | Platino       | 500 000   | [ 12 ] |
| Austria        | IFPI Austria           | Oro           | 15 000    | [ 13 ] |
| Estados Unidos | RIAA                   | Platino       | 1 000 000 | [ 14 ] |
| Reino Unido    | BPI                    | Plata         | 200 000   | [ 15 ] |

## Otras versiones
- Daddy Yankee con Snow - Con calma (El disco duro 2019 y Con calma & mis grandes éxitos)
- Sándalo hizo una versión rumba en 1993 llamada "Te informo" (ver https://www.youtube.com/watch?v=7vy7fbPEfpc )
- El grupo musical canadiense de gypsy jazz, The Lost Fingers, canta la canción de su álbum VS en 2020.

## Sucesión en listas
| Anterior: «A Whole New World» de Peabo Bryson & Regina Belle | Billboard Hot 100 — Sencillo Nro 1 13 de marzo de 1993 — 24 de abril de 1993 | Siguiente: «Freak Me» de Silk                                        |
| Anterior: «No Limit» de 2 Unlimited                          | Topplistan — Sencillo Nro 1 21 de abril de 1993 — 19 de mayo de 1993         | Siguiente: «Two Princes» por Spin Doctors                            |
| Anterior: «Young At Heart» de The Bluebells                  | Irish Singles Chart — Sencillo Nro 1 25 de abril de 1993 — 2 de mayo de 1993 | Siguiente: «Five Live» de George Michael con Lisa Stansfield & Queen |
| Anterior: «No Limit» de 2 Unlimited                          | Eurochart Hot 100 — Sencillo Nro 1 8 de mayo de 1993 — 22 de mayo de 1993    | Siguiente: «That's the Way Love Goes» de Janet Jackson               |
| Anterior: «That's the Way Love Goes» de Janet Jackson        | ARIA Charts — Sencillo Nro 1 6 de junio de 1993 — 4 de julio de 1993         | Siguiente: «(I Can't Help) Falling in Love with You» de UB40         |